# Almendra, Salamanca
Almendra là một đô thị ở tỉnh Salamanca, phía tây Tây Ban Nha, cộng đồng tự trị Castile và Leon. Dân số theo điều tra năm 2007 là 205 người.